# ハーロック
ハーロックは、松本零士作・原作の漫画、アニメ作品などに登場する架空の人物。本項ではキャプテンハーロックとして知られる宇宙海賊のハーロックを中心に解説する。

## 概説
松本の漫画世界において、メーテルと双璧をなす重要な人気キャラクター。商業誌で初めて登場したのは、『プレイコミック』1968年9/10号に掲載された『冬眠惑星』（短編集『火星令嬢』に収録）であるが、松本自身は『パイロット262』（コミックmagazine 1969年2/25号掲載）を「一番最初に（ハーロックを）登場させた作品」（原文ママ）と述べている。
松本作品において眼帯と頬に傷がある姿で登場することが多く、単にハーロックという場合、大抵は『宇宙海賊キャプテンハーロック』などに海賊として登場する本人をさす。『銀河鉄道999』などでエメラルダスと共に重要な脇キャラクターとして活躍し、特に『999』劇場版では数々の名言を残している。また、星野鉄郎や台羽正などの少年キャラクターに対し、彼らの憧れであり人生の師となる大人のキャラクターとして位置づけられている。
『宇宙海賊-』発表以前にも、『ガンフロンティア』、『ダイバー0』など、「ハーロック」という名前のキャラクターが登場し、容姿もほぼ同じであるが同一人物というよりは、ハーロックというキャラクターを使ったスター・システムに近いものであった。『宇宙海賊-』から設定がほぼ固まり、やがて『999』や『わが青春のアルカディア』など同一人物としてのハーロックの物語が松本の他作品とリンクしながら描かれていくようになった。

## 誕生の経緯
ハーロックという名前を思いついたのは松本の少年時代であった。当初は人名ではなく、少年時代に描いた漫画作品『冒険記』の主人公でハーロックの原型的なキャラクター「キャプテン・キングストン」と、その仲間達同士の掛け声が「ハーロック」であった。その言葉を思いついた当時の少年松本は、嬉しさのあまりずっと「ハーロック、ハーロック」と繰り返していたという。その後、来日していたハーロックというドイツ人が事故にあった、という新聞記事を読んで人名であることを知り、自作のキャラクターとして用いるようになった。

## キャプテンハーロック
40人の乗組員と共に海賊戦艦アルカディア号を駆り、全宇宙を股にかける宇宙海賊。『宇宙海賊-』の設定では、推定年齢28歳。
親友はアルカディア号設計者である大山トチローとその恋人にして同じく宇宙海賊のクイーン・エメラルダス。『999』などの作品では、メーテルや星野鉄郎とも知己である。故郷である地球を含めて如何なる勢力・組織にも属さず、「俺の旗」として掲げる黒地に白のドクロを染め抜いた自由の旗の下に生きることを信条としている。

### 容姿、服装など
背は高く、ハンサム系の容姿で描かれているが隻眼で黒い眼帯をしており、頬には縫い痕も露わな古い傷痕（「銀河鉄道大時刻表」収録の手配書では“サンマ傷”と表現）がある。アニメ映画『わが青春のアルカディア』および続編のテレビシリーズ『無限軌道SSX』では、キャラクターデザインを担当した小松原一男により口1つ分だけ口の位置が上になり、顎も太めに描かれたことで『宇宙海賊-』や『999』劇場版よりも男らしさを強調した容姿となっている。
“髑髏と骨”が白で大きく描かれた黒の戦闘服・赤い裏地の黒マントを着用。ズボンは『宇宙海賊-』では水色だが、『999』劇場版などの作品では上半身と同様に黒となっており、ブーツと併せて黒で統一されている。腰にはやはり“髑髏と骨”のバックルがついた、皮のホルスター付きベルトを2本締めており、右足側にはトチロー手製のハンドガン、左足側に重力サーベル（サーベル銃）をクロスドロー・スタイルで、吊るしている。
海賊のイメージとして、眼帯をつけてサーベルを持ち、肩に鳥を載せている、というものがあるが（海賊#歴史上の海賊のイラストを参照）、ハーロックもそれを踏襲しており、肩にはトリさんが乗っていることがある。
『わが青春のアルカディア』では恋人マーヤを庇い、右目を撃ち抜かれて失明したと語られたが、この作品と『コスモウォーリアー零』、『宇宙交響詩メーテル 銀河鉄道999外伝』などでは、両目が健在であるハーロックが描かれている。

### 性格・人物
黒地に白いドクロを染め抜いた海賊旗を掲げ、「この旗の下で、何者にも支配される事なく自由に生きる」事を信条としている。銀河鉄道をも恐れない超一流の海賊として悪名を馳せる一方で、同じ信念を持つ同志に対しては自身の命を懸けて義を貫く男の中の男であり、『999』劇場版ではエメラルダスと共に若者達の憧れの存在であることがメーテルの弁で語られている。銃や重力サーベル、戦闘機の操縦などあらゆる戦闘術に長けており、艦長としても一流で仲間達の信頼も厚い。
アルカディア号の艦長室で、ミーメのハープを聞きながらワインを飲んでいることが多い。アニメではミーメの演奏に合わせて手製のオカリナを吹く姿も見られた。寡黙で禁欲的な一方で、宇宙のあらゆる酒を水の如く呑み干す酒豪であるなど豪放な一面もあり、「広大な宇宙を渡り歩くのに必要なこと」として、搭乗員にも平時には怠惰な生活やバカ騒ぎを許す寛容さも持ち合わせている。これは「やるべき時にやるべきことをやればよい」、「アルカディア号は戦闘艦だが同時に乗組員の家でもある。家の中でまで畏まっている必要はない」という、ハーロックの考えに基づくものである。
『宇宙海賊-』アニメ版におけるミーメの弁によれば「どんな小さな約束でも必ず守る男」であり、アニメ第1話では地球政府によって厳重な警戒網が敷かれているにもかかわらず、ハーロックはトチローの忘れ形見である少女・まゆの誕生日に地球を訪れている。仲間を大切にしており、乗組員の台羽が人質にとられたときには敵の罠が仕掛けられていることも省みず、その救出に全力を尽くしている。義侠心にも厚く、『999』劇場版では自分に代わって親友トチローの死を看取って墓を建てた鉄郎を救援すべく、機械帝国の機械化母星メーテルに赴き、自らアルカディア号の舵をとって機械帝国の宇宙戦闘機ガニメデや戦闘衛星との空中戦に及んでいる。
寡黙なキャラクターという印象が強いが、『宇宙海賊-』原作においてミーメはトチロー存命中のハーロックについて「もっと陽気で朗らかだった､もっとよく笑った」「かけがえのない親友（トチロー）を失ってからは（中略）笑わなくなった」と語っている。『クイーン・エメラルダス』原作のラストに登場する“黒衣の戦士”こと若い頃のハーロックは砕けた口調で話すうえに、トチローを侮辱した相手をただちに重力サーベルで射殺するなど、『宇宙海賊-』での人物像とは印象が異なる。
『宇宙海賊-』原作では海底ピラミッド内のマゾーンの遺体を見た際に「信念の赴くままに死にたい」とする旨と語っているほか、台羽に対してはアルカディア号の艦橋へと案内した際に「多分ここで死ぬ」と語り、艦橋を死に場所と決めているようである。アニメ版においては、監督のりんたろうにより「生きるということにはそれほどの望みはないが、生きるのであれば自分の死に場所を求めて生きる男」という性格付けが行われ、劇中でもマゾーンのスパイである波野静香に対し、そうした自分の望みをハーロック自身が語っている。最終回ラストでマゾーンとの戦いを終えた後に仲間を船から降ろし、ミーメ、トリと共に地球を去るハーロックの最期についてりんは「どこかでノタレ死にだろう」、脚本を担当した上原正三は「死に場所を求めての旅立ちではないかと思う」といった趣旨の発言をしている。

## その他のハーロック
『冒険記』でのキャプテン・キングストン誕生後、後の諸作品においてあるときはドイツ軍の軍人、またあるときは少年ブック1968年11月号掲載の『光速エスパー』では悪役ドクトル・ハーロックと様々な姿で登場しデザインや容姿もそれぞれに異なっていた。商業誌での初登場作品『冬眠惑星』（1968年）では宇宙船オルバースの乗員ファントム・ハーロックという名で登場し、日本人という設定で顔に傷や眼帯はない。翌1969年の『パイロット262』ではワルター・フォン・ハーロックという名のドイツ空軍大尉で登場し、Me262乗りという設定でこの作品でも顔に傷や眼帯はなかった。現在の「左頬に刀傷、右目には眼帯」というイメージが定着したのは『ダイバー0』（1975-1976年、少年サンデー増刊号掲載）と、1974年放送のテレビアニメ『宇宙戦艦ヤマト』準備稿でのデザインからである。なお、トチローと親友同士という設定は、1972年の西部劇漫画『ガンフロンティア』からである。
ヤマト準備稿において、行方不明となった古代守が「ハーロック」を名乗り、ヤマトをサポートするという予定だったが、放送短縮によりこの企画は幻となっている。松本による漫画版では全身黒ずくめで頭からマントをかぶって顔を隠し、半ばサイボーグ化した人物がハーロックとして登場する。その正体は作中では明言されていないが、沖田十三と互いに知己であるとおぼしき描写や、古代進は「兄である守ではないか？」と推測している場面がある。松本以外にひおあきらによる漫画版や石津嵐による小説版にもハーロックは登場している。
ひお版ではアニメ用におこされた眼帯と傷がある本来のハーロックに近いデザインが使用されており、松本零士の『宇宙戦艦ヤマト』関連の裁判後は、「本作品中に登場するキャプテンハーロックは、松本零士著作物『宇宙海賊キャプテンハーロック』からの特別友情出演です」との断り書きが巻末についている。
ハーロックが初めて宇宙海賊として描かれた『大海賊ハーロック』（漫画ゴラクdokuhon 1970年5/13増刊号掲載） では地球に敗れて屈辱の限りを尽くされ、復讐に燃えるモスランド星系元軍人の海賊として登場し、地球軍の若者佐渡を自分の後継者として拾い、自船デスシャドウ号と愛妻や部下達を託して自らは討伐艦隊とともに散っている。なお、この時は頬に傷がなく、眼帯は左目。
月刊プリンセスに読切作品として掲載された『エメラルダス』では比較的現在に近いデザインだが、同様に左目眼帯である。この作品ではエメラルダス所有の「絶対秘密、宝の地図」の片割れを持ち、海賊飛行船デス・ハーロック号を駆る空中海賊として登場した。『ワダチ』ではアンドロイドのハーロックも出ている。『機械化都市』のハーロックはサイボーグで、顔に傷はあるが両目が健在である。『近眼人類詩集』では、白髪でトチローのように度入りの丸眼鏡を掛けるようになった近眼のハーロックが登場。なお、この作品のハーロックの自分称は「僕」になっている。
本来のハーロックはドイツ系とみられ、原作者の松本によればハーロック一族の故郷は「ハイリゲンシュタット」であるという。第二次世界大戦・太平洋戦争を舞台にした『ザ・コクピット』（戦場まんがシリーズ）中の一編『わが青春のアルカディア』に、そっくりなハーロック姓のドイツ空軍パイロット・ファントム・F・ハーロックIIが登場し、愛機「メッサーシュミットBf109」に「アルカディア」のパーソナル・ネームを冠していた。その際、台場という日本の技術士官と出会っている。劇場アニメ『わが青春の-』には、2人の「ハーロック」が血縁であると思わせるイメージが挿入されている。
漫画『V2パンツァー』には「セルロック・マイバッハ」という容貌・性格がハーロックによく似た人物が、相棒の「台場 元」とともに登場する。ただし「セルロック」の頬には傷がなく、隻眼でもない。

## 声優
井上真樹夫
初の映像作品である『宇宙海賊-』担当。他の作品にハーロックが登場するときも、基本的には井上が声優となった。『エメラルダス』（1998年）とプレイステーション（以下、PSと表記）ソフトの『松本零士999 〜Story of Galaxy Express 999〜』も担当。同ゲームでは、『999』TV版で安原義人が演じたニセハーロックも担当している。井上はハーロックを「革命家」と捉えているらしく、ロマンアルバムでのインタビューで「ハーロックって革命家のイメージがありませんか？」と問いかけている。
後述の徳丸完が代役を務めた際、井上は降板の可能性もあったが井上自らが東映動画に代役は2週間だけと頼み込み、ファンからも嘆願のハガキがあったために降板せずに済んだという。
『わが青春のアルカディア』においてはハーロックと併せ、その先祖であるファントム・F・ハーロックII世も演じている。その予告編およびドラマレコード版ではハーロックII世の父であるハーロックI世の声も担当。
『ガンフロンティア』文庫版第2巻では、巻末ページでコメントを寄せている。
2014年の『アオイホノオ』劇中アニメでは13年ぶりにハーロックを演じ、更に2019年には『スーパーロボット大戦T』に『無限軌道SSX』が参戦したことで再びハーロックを演じた。井上は同年11月に亡くなり、ハーロックの収録が生涯最後に演じた役となった。
徳丸完
『宇宙海賊-』9、10話にて、井上が喉のポリープで休養した際の代役として出演。
石原裕次郎
『わが青春のアルカディア』冒頭で登場するキャプテンハーロックの先祖、ファントム・F・ハーロックI世を演じている。
山寺宏一
『銀河鉄道999 エターナルファンタジー』（1998年）、『火聖旅団 ダナサイト999.9』（1998年）、『ハーロック・サーガ』（トチロー役を兼ねた、1999年）、まんがビデオ『宇宙海賊-』（1999年）、PS用ゲーム『コスモウォーリアー零』、『SPACE PIRATE CAPTAIN HERLOCK』（2003年）において担当。『SPACE PIRATE -』はすべてのキャストが変更となっている。『エメラルダス』（1998年）と『松本零士999』、『スーパーロボット大戦T』ではトチロー役のみ担当。
自身も何度かハーロックを演じているが、『スーパーロボット大戦T』において井上がハーロックを演じると知った際は喜びの声を上げていたという。
竹本英史
『コスモウォーリアー零』アニメ版、『ガンフロンティア』、『宇宙交響詩メーテル』などの近年のアニメ作品で起用。
大塚明夫
ラジオドラマ『銀河鉄道999 エターナルドラマエディション』（1998年）での起用がある。同ラジオドラマでは、ニセハーロックの声も担当。
戸谷公次
『999』劇場版1作目の予告編で起用。
小栗旬
CGアニメ映画『キャプテンハーロック -SPACE PIRATE CAPTAIN HARLOCK-』（2013年）でハーロックの声を担当。
なお、前述のとおり『ヤマト』で第12話、第14話にハーロックとして古代守が再登場していれば広川太一郎が演じることになったとみられる。広川は『宇宙海賊-』アニメ化の際、ファンに後押しされる形で声の担当を打診したが採用されなかった旨を、当時ラジオ関東でパーソナリティを勤めていた番組『男たちの夜…かな!?』で語っている。また、放送前のパイロットフィルムでは中田浩二がハーロック役だった。

## 登場作品

### マンガ
- 冬眠惑星
- パイロット262
- 宇宙海賊キャプテンハーロック
- ガンフロンティア
- 宇宙戦艦ヤマト
- ダイバー0
- 宇宙戦艦デスシャドー、キリマンジャロの鳥人、機械化都市（テクノロジラス
  - 短編集『帰らざる時の物語』に収録。
- 大海賊ハーロック
- ザ・トチローII わが青春のハーロック

- わが青春のアルカディア（戦場まんがシリーズ）
- 銀河鉄道999
- エメラルダス（プリンセス版）
- クイーン・エメラルダス
- ニーベルングの指環
- 火聖旅団 ダナサイト999.9
- 新宇宙戦艦ヤマト
- ワダチ
- 近眼人類詩集
- 宇宙海賊キャプテンハーロック銀河聖女ルナーラ
  - チャンピオンRED 2014年10月号掲載読切

#### 他作家による作品
- キャプテンハーロック〜次元航海〜
  - 作嶋星光壱、原作松本零士。チャンピオンRED 2014年10月号より連載。
- キャプテンハーロック～アルカディアの記憶～
  - 作ジェローム・アルキエ、原作松本零士 マンガクロス 2019年～2021年に連載配信。

### 小説
- 宇宙の放浪戦士、ハルダード・シリーズ
  - ハーロックのキャラクターを流用した主人公ハルダートが登場しており、後に『ガンフロンティアII』に改題すると共に主人公もハーロックに改められた。短編集『ハーロック＆トチロー』に収録。

### アニメ
テレビ・劇場アニメ
- 宇宙海賊キャプテンハーロック
- 銀河鉄道999（テレビ版、劇場版3作品）
- わが青春のアルカディア
- わが青春のアルカディア 無限軌道SSX
- コスモウォーリアー零
- SPACE PIRATE CAPTAIN HERLOCK
- キャプテンハーロック -SPACE PIRATE CAPTAIN HARLOCK-
- 宇宙交響詩メーテル 銀河鉄道999外伝
- ガンフロンティア

OVA
- ハーロック・サーガ ニーベルングの指環
- クイーン・エメラルダス
- 火聖旅団 ダナサイト999.9

### ゲーム
- 松本零士999
- コスモウォーリアー零
- 宇宙海賊キャプテンハーロック（パソコンゲーム）
- スーパーロボット大戦T（『無限軌道SSX』のキャラクターとしての出演）